# Битва за Глоджане
Битва за Глоджане (серб. Битка за Глођане; алб. Beteja e Glloxhanit) — сражение с участием полиции и войск Югославии против сил Армии освобождения Косово (АОК), состоявшееся с 11 по 12 августа 1998 года у деревни Глоджане. В ходе столкновений вооружённые силы Югославии и сербская полиция выдвинулись на позиции АОК, которая укрепилась в деревнях, населённых этническими косовскими албанцами.

## Предыстория
К 1998 году Армия освобождения Косово контролировала значительную часть деревень, располагавшихся у ключевых дорог Косова, в то время как вооружённые силы Югославии располагались на холмах у водохранилища Радонич. В течение лета 1998 года югославские войска обстреливали ежедневно албанские деревни у Радонича.

## Ход битвы
В ночь с 10 на 11 августа 1998 года корреспондент Би-би-си Джереми Кук (англ. Jeremey Cooke) сообщил, что югославские войска вошли в Глоджане, прорвав позиции албанских сепаратистов. Согласно сообщениям Кука, югославы обстреляли позиции албанцев в Глоджане из артиллерии и тяжёлых пулемётов, что привело к серьёзным разрушениям многих домов; также был угнан или забит весь скот, чтобы оставить боевиков без снабжения и не позволить им закрепиться в деревне в случае ответной атаки. В операции участвовали сербские полицейские военизированные части. По итогам операции была открыта дорога Дечани — Джяковица, а АОК отступили в сторону Юника.
В начале сентября состоялось следующее наступление под Глоджане. Силы АОК перегруппировались, а югославские войска продвинулись вдоль озера, чтобы ещё дальше выбить албанцев. По свидетельствам прикомандированного к югославским частям полковника британских войск Джона Кросленда, югославские солдаты занимались мародёрством в деревнях, особенно разграбив село Прилеп. Также, согласно его утверждениям, в операции участвовали не только подразделения полицейского спецназа, но и отряд «красных беретов» из Департамента государственной безопасности.

## Преступления
Члены АОК вымещали свою злость за поражение на гражданских лицах. Так, в сентябре 1998 года во время бойни у Радонича Идриз Гаши убил албанскую девушку, которую подозревал в сотрудничестве с югославской полицией, и сбросил её тело в водохранилище (там всего было найдено 40 тел). Гаши был приговорён к 14 годам тюрьмы Верховным судом Республики Косово в 2010 году.